# Arnejčič
Arnejčič je priimek v Sloveniji, ki ga je po podatkih Statističnega urada Republike Slovenije na dan 1. januarja 2021 uporabljalo  55 oseb. Ta priimek je po pogostnosti na 7.162 mestu.
Priimek Arnejčič je nastal iz imena Jernej, oz. prvotno tudi Bartolomej. Iz imena Jernej in njegovih oblik so nastali priimki Arne, Arnečič, Arnejc, Arnejčič, Arnejšek, Jerne, Jernečič, Jernej, Jernejc, Jernejčič, Jernejec, Jernejšek ter Bartel, Bartelj, Bartol, Bartolj, Brtoncelj, Paternež, Patrnoš.

## Znani nosilci priimka
- Milan Arnejčič (1942 - 2024), slovenski nogometaš
- Beno Arnejčič (*1965), slovenski psiholog, visokošolski učitelj